# Варшавская флотилия
Варшавская флотилия — речная флотилия Российской империи, существовавшая в период 1862—1871 годов на Висле с базированием в Варшаве и принимавшая активное участие в боевых действиях 1863 года.

## Предыстория
Первое появление моряков на Висле можно отнести еще 1813 году, когда в Польшу были присланы моряки Гвардейского экипажа для охраны мостов и переправ. Важное же значение Вислы стало понятно в ходе боевых действий в 1831 года, при подавлении Польского восстания, когда 6-я рота Гвардейского экипажа помимо охраны мостов и переправ, занималась речными перевозками и исследованиями местных условий плавания.
Оба берега реки на протяжении 431 версты принадлежали России, а выше по течению на протяжении 187 верст служили границей между Россией и Австро-Венгрией. К 1863 года судоходство на реке велось от австрийского Освенцима до устья реки при этом пароходное сообщение велось от русского местечка Новый Корчим и выше на 763 версты до Прусской границы.

## Создание флотилии
По предложению наместника в Царстве Польском великого князя Константина Николаевича в 1862 году было принято решение о создании Варшавской флотилии, и Морским ведомством на Вислу отправлены две роты Гвардейского экипажа её для укомплектования. Для флотилии были заказаны три парохода, две парусно-гребные деревянные канонерские лодки и четыре парусно-гребных катера.
Пароход «Висла» был куплен в Пруссии и в 1863 году и по Висле приведён из Данцига в Варшаву. Пароходы «Нарев» и «Буг» были построены в Санкт-Петербурге, в 1863 году по частям перевезены в Варшаву, где уже были собраны и спущены на воду. Вооружение всех трёх пароходов было одинаковым и состояло из одного 24-фунтового и двух 1-фунтовых орудий. Две номерные деревянные канонерские лодки были построены в Новогеоргиевске и вооружены каждая одним орудием. При этом на одной из лодок было установлено 24-фунтовое орудие, а на другой 1/4-пудовый «единорог». Четыре номерных катера были построены в Кронштадте, каждый из катеров был вооружён одной 3-фунтовой пушкой.

## Суда флотилии
Пароходы.
| Название | Количество орудий | Длина   | Ширина | Осадка | Водоизмещение | Верфь                    | Год спуска на воду | Год вывода из состава флота |
| -------- | ----------------- | ------- | ------ | ------ | ------------- | ------------------------ | ------------------ | --------------------------- |
| «Висла»  | 3                 | 39,62 м | 3,73 м | 0,58 м | 50 тонн       | куплен в Пруссии         | 1863 год           | 1867 год                    |
| «Нарев»  | 3                 | 30,48 м | 5,3 м  | 0,61 м | 48 тонн       | Ижорский завод           | 1863 год           | 1871 год                    |
| «Буг»    | 3                 | 33,53 м | 5,3 м  | 0,41 м | 52 тонны      | завод «Карр и Макферсон» | 1863 год           | 1871 год                    |

Гребные канонерские лодки
| Название | Количество орудий | Длина   | Ширина | Осадка | Водоизмещение | Верфь                       | Год спуска на воду | Год вывода из состава флота |
| -------- | ----------------- | ------- | ------ | ------ | ------------- | --------------------------- | ------------------ | --------------------------- |
| № 1      | 1                 | 17,2 м  | 3 м    | 0,46 м | нет данных    | построена в Новогеоргиевске | 1863 год           | нет данных                  |
| № 2      | 1                 | 12,27 м | 2,59 м | 0,46 м | нет данных    | построена в Новогеоргиевске | 1863 год           | нет данных                  |

Железные катера
| Название | Количество орудий | Длина  | Ширина | Осадка | Водоизмещение | Верфь                  | Год спуска на воду | Год вывода из состава флота |
| -------- | ----------------- | ------ | ------ | ------ | ------------- | ---------------------- | ------------------ | --------------------------- |
| № 1      | 1                 | 8,87 м | 2,24 м | 0,36 м | нет данных    | построена в Кронштадте | 1862 год           | нет данных                  |
| № 2      | 1                 | 8,87 м | 2,24 м | 0,36 м | нет данных    | построена в Кронштадте | 1862 год           | нет данных                  |
| № 3      | 1                 | 8,87 м | 2,24 м | 0,36 м | нет данных    | построена в Кронштадте | 1862 год           | нет данных                  |
| № 4      | 1                 | 8,87 м | 2,24 м | 0,36 м | нет данных    | построена в Кронштадте | 1862 год           | нет данных                  |

Помимо этого в состав флотилии входила одна баржа, построенная в Новогеоргисвске вместе с канонерскими лодками, и шесть мелкосидящих шлюпок.

## История флотилии

### Действия на воде

#### Кампания 1863 года
31 марта 1863 года был зафиксирован единственный случай применения корабельной артиллерии на Висле. В 20:00 на белянской брандвахте для остановки парохода № 8, шедшего по маршруту из Влоцлавека в Варшаву, был сделан холостой выстрел. Таможенный досмотр парохода ничего подозрительного в багаже пассажиров не обнаружил.
11 апреля произошла первая авария русского судна на Висле. При попытке причалить к речному отделению канонерская лодка № 1 была залита с кормы водой и затонула. Через двое суток лодка была поднята силами флотилии и вновь вошла в строй.
17 апреля в Варшаву пришёл пароход «Висла». 24 апреля пароход был отравлен в Новогеоргиевск для сопровождения в Варшаву баржу с оружием, а 27 и 28 апреля отвёз баржу и 32,8 тонн военного груза. До 12 мая пароход совершил пять рейсов между Новогеоргиевском и Торном, перевозя военные грузы.
В связи с появлением в окрестностях Варшавы польских повстанцев, 26 апреля канонерские лодки были заменены на брандвахтенных постах на железные катера и перешли к предместью Прага, где дополнительно выставили на берегу ракетную батарею из четырех станков. 1 мая лодки были переведены к Старому мосту через Вислу, где находились до 22 июня, после чего вернулись к несению брандвахтенной службы.
2 мая пароход «Висла» был направлен в Торн, для буксировки трех берлинок с грузом. 3 мая на парусно-гребной барже под командованием лейтенанта Рембелинского «без конвоя и прикрытия» за сутки было перевезено из Новогеоргиевска во Влоцлавек 13,12 тонны пороха. В связи с нехваткой личного состава, экипаж баржи состоял из 20 саперов и двух матросов Гвардейского экипажа. К середине мая из-за обмеления Вислы перевозки на барже временно прекратились, поскольку баржу большую часть пути приходилось «тянуть бечевой». В связи с незащищенностью данного способа транспортировки от нападений повстанцев, для буксировки баржи был запрошен пароход «Висла». Но 12 мая, выйдя из Варшавы в направлении крепости Торн и пройдя 25 верст от Новогеоргиевской крепости, ударился о корчи в районе Выхудской Кемпы. Корпус судна получил несколько подводных пробоин и пароход, сев носом на грунт, затонул. Пассажиры и груз были перевезены на нанятых лодках в Плоцк и далее на барже во Влоцлавек. В спасательных работах, помимо команды парохода, принимали участие 17 солдат лейб-гвардии Царскосельского батальона, две роты понтонного парка, две роты 3-го саперного батальона, два полевых орудия и 50 казаков для разведки. Часть личного состава непосредственно принимала участие в подъемных работах, остальные заняты в организации обороны парохода от возможного нападения повстанцев.
Пароход «Висла» был поднят 27 мая, после чего, после небольшого ремонта отбуксирован к пароходному заводу графа Замойского и поставлен стапель. А уже 22 июня полностью отремонтирован и вновь спущен на воду.
Авария «Вислы» заставила обратить внимание на навигационное обеспечение безопасности судоходства по реке. В связи с размытием и обвалами берегов на реке образовывались так называемые корчи, регулярной очистки реки не производилось, в связи с чем постоянно возникали аварии. В связи с приобретением рекой значения важной транспортной артерии, подобное положение дел стало недопустимым, и к июлю Висла была полностью очищена от корчей.
31 мая в Варшаве началась сборка первого из двух заказанных специально для Вислы пароходов — парохода «Нарев». Второй пароход — «Буг», строился на частном заводе Карра и Макферсона в Санкт-Петербурге. Узлы и детали судов доставлялись по железной дороге на берег Вислы для сборки. 5 июня все части парохода «Нарев» были доставлены к месту сборки, в то же время начались работы и по устройству мастерских. За месяц корпус удалось собрать и подготовить к спуску.
25 июня все офицеры флотилии получили новые назначения, так Клокачев был назначен командиром парохода «Висла», Невахович — командиром строящегося парохода «Нарев», Мартьянов — командиром обеих брандвахт, Рембельский — заведующим объездами по реке Висле, Матюшкин — командиром роты и строящегося парохода «Буг».
27 июня были начаты работы по спуску парохода «Нарев», углублено дно реки напротив стапеля и построены заграждения из деревянных щитов, для защиты от песка. 3 июля из Колпина доставлен котел и паровая машина. 5 июля в 19:00 корпус парохода был спущен, а на следующий день началась установка на него котлов и паровой машины. В то же время 11 июля были доставлены недостающие узлы и детали корпуса парохода «Буг», и 16 июля началась его сборка.
15 августа отряд, состоявший из парохода «Висла» и двух канонерских лодок, были задействованы для охраны плавучего моста от возможных диверсий. Спустя сутки отрядом была пресечена попытка поджога моста и задержан злоумышленник, имевший при себе горючие материалы.
21 августа на пароходе «Висла» осуществлялась перевозка военных грузов из Варшавы в Новогеоргиевск и обратно. 24 августа была окончена сборка парохода «Буг», и он был спущен на воду. В начале сентября были завершены достроечные работы и проведены испытания на пароходе «Нарев». 13 сентября пароход был отправлен в Беляны для проведения учебных стрельб. В тот же день на барже под командованием лейтенанта Матюшкина была выполнена доставка военных грузов в Новогеоргиевск и обратно. 10 октября были закончены испытания паровой машины парохода «Буг» и судно также было отправлено в Беляны на учебные стрельбы.
С 13 октября баржа, под командованием лейтенанта Клокачева, совершила четыре рейса из Варшавы в Новогеоргиевск и обратно. При этом три рейса судно ходило на буксире парохода «Висла», а четвёртый, из-за сильного падения воды в Висле, отправилась одна и на обратном пути была вынуждена пробиваться через густой лед. На всех рейсах на барже в Новогеоргиевск доставлялся свинец, а обратно — неснаряжённые бомбы. Помимо этого, перевозились воинские команды и арестанты.
В силу малочисленности личного состава, команда Гвардейского экипажа в течение семи месяцев несла бессменную службу на кораблях и береговых пунктах флотилии. К осени прибыло пополнение личного состава, состоявшее из 12 человек машинной команды, кондуктора, трёх унтер-офицеров и подшкипера. Таким образом, осенью службу в Варшавской флотилии несли 210 человек, из них: один штаб-офицер, семь обер-офицеров, два кондуктора, 25 унтер-офицеров, 154 рядовых и девять нестроевых. Также в составе флотилии входило небольшое количество чинов сухопутных войск. Несколько сапёров занимались плотницкими работами и служили в качестве гребцов на барже, казаки 4-го Донского полка использовались для связи, разведки и дозора, а из Царскосельского стрелкового батальона на пароходы назначались офицеры, унтер-офицеры и рядовые чины для охраны и конвоирования арестантов
14 октября в Варшаву на смену 4-й роты прибыла 3-я рота Гвардейского экипажа под командованием капитан-лейтенанта Осетрова. 16 октября рота заступила на суда и береговые посты. Новыми командирами судов флотилии были назначены: на пароход «Буг» — лейтенант Веселаго, на «Нарев» — лейтенант Валькевич, на «Вислу» — лейтенант Селиванов, на баржу — лейтенант Невельской, на гребные канонерские лодки № 1 и 2 — лейтенант Волчков. При этом в составе флотилии от 4-й роты остались инженер-механик прапорщик Андреев, кондукторы Степанснко и Гудков, а также 17 нижних чинов. Четвертая рота была возвращена в Санкт-Петербург. 31 октября пароход «Висла» с новой командой на борту ходил Новогеоргиевск для буксировки оттуда барж в Варшаву. После 15 ноября начавшийся ледоход и последовавшее падение уровня воды сделали невозможным посылку парохода для буксировки баржи, в связи с чем баржа до 24 ноября стояла около местечка Яблоны. До 17 декабря осмотр проходящих судов осуществлялся на шлюпках, все остальные суда флотилии при этом находились в порту. 18 декабря река лёд на реке встал окончательно, и 20 декабря кампания 1863 года была окончена. При этом три парохода и две канонерские лодки были оставлены на воде, а остальные суда вытащены на берег. С учётом того, что Висла в течение зимы полностью не замерзает, в полной боевой готовности всю зиму держали один пароход и два катера.

#### Кампания 1864 года
18 февраля на судах флотилии флотилии были подняты флаги, и началась кампанию 1864 года. 29 февраля канонерские лодки и катера были отправлены на брандвахты, а баржа ушла в крепость Новогеоргиевск с грузом.
В связи с тем, что на начало кампании отделочные работы на пароходах «Буг» и «Нарев» ещё не были окончены, первоначально для транспортировки грузов и буксировки баржи привлекался только пароход «Висла». После окончания работ к перевозкам подключили и пароход «Буг».
В апреле заболевшие лейтенанты Веселаго и Селиванов были заменены лейтенантами Зелениным и Небольсиным 2-м, последние приняли от своих предшественников служебные обязанности и командование соответствующими судами.
С апреля по июль канонерские лодки, катера и шлюпки несли брандвахтенную службу, а пароходы и баржа были заняты на перевозках грузов по крепостям и перевезли за это время более 500 тонн военных грузов.
17 марта пароход «Нарев» был направлен к границе с Пруссией и, зайдя по дороге в Плоцк и Влоцлавек, 21 марта прибыл к Нишаву, где до 15 июля нёс брандвахтенную службу. 7 июля 1864 года в связи с улучшением политической ситуации в Царстве Польском, главнокомандующим войсками было принято решение об упразднении Варшавской флотилии и отправке третьей роты Гвардейского экипажа в Санкт-Петербург. В связи с этим пароход «Нарев» был возвращен в Варшаву, куда прибыл к 20 июля. Но, в связи с возникновением волнений в Прусской Польше, 25 июля вновь вышел к месту брандвахты.
12 августа канонерские лодки, шлюпки, три катера и баржа были переданы в ведение Новогеоргиевской инженерной команды, во распоряжении флотилии остались три парохода и один катер. Из всех пароходов флотилии было принято решение оставить только «Вислу», а «Буг» и «Нарев» предполагалось разобрать и перевезти в Санкт-Петербург. По окончании кампании, 31 октября все суда флотилии были разоружены, но разборке пароходов помешали начавшиеся сильные морозы и все работы были отложены до следующего года. При этом ответственность за сохранность «Буга» и «Нарева» была возложена на вновь прибывшего из Крондштадта командира парохода «Висла» — лейтенанта барона Бойе 2-го.
26 ноября в третья рота Гвардейского экипажа была отправлена из Варшавы в Санкт-Петербург по железной дороге, куда прибыла 28 ноября. При этом по дороге на роту были возложены обязанности по конвоированию партию арестантов.

#### Флотилия в 1865—1866 годах
В 1865 году в распоряжении флотилии оставался пароход «Висла» и один гребной катер. Предполагалось после освобождения реки ото льда направить пароход к Нишаве, но ближе к весне планы изменились, и пароход был вооружён одной 1-фунтовой пушкой и пятью боевыми ракетами со станками. В этом и следующем годах пароход находился в Варшаве, где большую часть времени стоял у пристани, выполняя иногда разовые поручения командования округа, а летом совершил несколько практических рейсов из Варшавы до Новогеоргиевска.

#### Упразднение флотилии
25 января 1867 года Варшавская флотилию была окончательно упразднена «за ненадобностью». 12 июля было отдано распоряжение о подготовке парохода «Висла» к продаже, а 13 сентября пароход был продан с публичных торгов купцу Айзенбергу.
Корабельная артиллерия, снятая с судов флотилии, некоторое время хранилась в Варшаве, пока не была сдана на переплавку. В течение почти 20 лет после упразднения флотилии на Висле у России не было военных судов, пока в конце 80-х годов XIX века не была организована Новогеоргиевская речная флотилия, принимавшая участие в Первой мировой войне.

### Диверсии местного населения
Местное население всячески препятствовало службе флотилии. Так, был зафиксирован случай угроз смертью со стороны цирюльника во Влоцлавеке одному из лоцманов флотилии «ежели тот еще раз будет водить москалей». После чего тем же цирюльником было совершено нападение на лоцмана, которое было отбито рядовым Гвардейского экипажа, а сам цирюльник задержан. Во время прохождения катером № 1 под мостом, в одного из унтер-офицеров было брошено полено, попавшее в руку горниста, сидевшего на корме, и повредившее ему палец. Человек, бросивший полено, был задержан, и на допросе заявил, что бы ему будто то бы не понравилось, что люди ровно гребут. На рядового Матвея Орлова в городе напали пять неизвестных ему человек, прибывшие на крик рядового саперы разогнали нападавших и задержали одного из них. На задержанном под гражданским платьем оказалась надета форма повстанцев. Все задержанные были отправлены на каторгу.
Повстанцы не ограничивались нападениями на военнослужащих. Так, к примеру, плотнику, работавшему на флотилии, пришлось устроиться на должность таможенного досмотрщика и большую часть времени находиться при карауле в речном отделении в целях собственной безопасности.